# Moukajärvi
Moukajärvi är en sjö i Finland. Den ligger i kommunen Salla i landskapet Lappland, i den norra delen av landet, 800 km norr om huvudstaden Helsingfors. Moukajärvi ligger 295,8 meter över havet. Arean är 22,6 hektar och strandlinjen är 1,94 kilometer lång. Sjön  ingår i Kemi älvs huvudavrinningsområde.   Den ligger vid sjön Naruskajärvi.